# Квітка Григорій Семенович
Григорій Семенович Квітка (1669—1734 роки) — український козацький полковник. Полковник Харківського козацького полку, зі старшинського роду Квіток.

## Біографія
У 1713 році в слободі Основа (маєток родини Квіток) Григорієм Семеновичем було збудовано новий дерев'яний храм Івана Предтечі.
У 1714 році Григорій Квітка стає полковником Харківського козацького полку замість Прокопія Васильовича Куликовського.
У 1714 році запорожці-харцизи разом з кримськими татарами грабують землі Харківського полку та Ізюмського полку. Харківський полковник Григорій Квітка розбиває їх, та витісняє зі Слобожанщини.
У 1721 році полковник Григорій Квітка отримує від імператора Петра І вказівки як святкувати в полку Ніштадтський мир, та скінчення Північної війни.
Григорій Семенович Квітка помер у 1734 році й похований в Києво-Печерській лаврі в Великому Успенському соборі.

## Родина
Рід Квіток — шляхетський козацький рід, який бере початок з Гадяцького полку Війська Запорозького, і осіли на Слобожанщині в XVII сторіччі. Рід дав полковників та старшин Харківському слобідському полку і Ізюмському слобідському полку, а також (після скасування полкового уряду) державних та шляхетських діячів Російської імперії. Також представники цієї родини були українськими просвітниками та літературними діячами.
Григорій Семенович народився в сім'ї харківського полкового судді Семена Опанасовича Квітки. Був одружений з Василиною Єреміївною Красновською (1678- 22 жовтня 1734 року), донькою Єремії Мартиновича Красновського.
Родина мала дітей:
- Василь Григорович (1709-22 жовтня 1734 року) — помер разом з матір'ю. Похований в Покровському монастирі міста Харкова.[4]
- Стефан Григорович (1712- 24 серпня 1735)
- Феодосія Григорівна (ігуменя Феофанія) (?-1628-1754-?) — була одружена з Василем Андрійовичем Гамалією. Пішла до монастиря (1728), згодом ставши шостою ігуменею Хорошівського монастиря (коло 1749, 1754 року).[5]
- Марфа Григорівна Квітка-Гамалія (ігуменя Марія) (1703- не раніше 1758 року) — сьома ігуменя Хорошівського монастиря.[5]
- Роман Григорович (поч. XVIII ст.) — козацький полковий старшина Харківського полку. Золочівський сотник, полковий суддя.
- Іван Григорович (рік смерті 1751) — козацький полковий старшина Харківського полку. У 1743—1751 роках полковник Ізюмського козацького полку. Невдовзі перед смертю його було призначено бригадиром Слобідських полків.

## Маєтки
- Слобода Основа  — В подальшому постійне родинне гніздо Квіток. Побудував там храм Івана Предтечі.